# Аеродром Југовићево
Аеродром Југовићево је бивши војни аеродром на периферији Новог Сада, изграђен још 1913, за потребе Аустро-угарског ваздухопловства, у близини железничке пруге Суботица–Нови Сад, западно од нешто раније подигнутог аеродрома на Сајлову.
У почетку је имао само травнате полетно-слетне стазе за слетање и узлетање војних авиона, док су хангари били на суседном Сајлову. Тек 1916. изграђени су први аеродромски објекти, касарна и зграде за техничке радионице. Српска ескадрила је после присједињења Војводине Краљевини Србији, слетела на аеродром на француским авионима, новембра 1918. Поред постојећих 11 дрвених хангара, саграђено је још шест зиданих хангара, затим штапске зграде, ареопланске радионице, официрски дом и др.
На овом аеродрому била је прва пилотска школа, а ту су се налазиле и школе за резервне ваздухопловне официре, за извиђаче, авио-механичаре, и друге специјалистичке сврхе. До 1920. ове је била и метеоролошка станица.
Овде су редовно приређивана такмичења за краљев пехар, на рођендан престолонаследника Петра (6. септембра).
После погибије команданта ваздухопловног пука пуковника Јована Југовића у Прагу, на комеморацији 28. фебруара 1928. аеродром је добио назив Југовићево.
Немачки бомбардери су на самом почетку Априлског рата 1941. бомбардовали аеродром. По окупацији Бачке, Немци су овде изградили 800 метара бетонске полетно-слетне стазе и овај аеродром користили за летове авиона према Источном фронту. Црвена армија и НОВ од октобра 1944. аеродром су користили за операција на Сремском фронту а касније и у завршним операцијама за ослобођење Југославије.
Од средине педесетих година 20. века, Југовићево губи на војном значају. Данас аеродром није у функцији.